# Саїд Абдулла-хан
Саїд Абдулла-хан (1871 , Хіва  — 1933 , Кривий Ріг, Дніпропетровська область ) — правитель з узбецької династії Кунгратів, останній хан Держави Хорезм, яке у вітчизняній історіографії називається «Хівинським ханством». Був зведений на трон після військового перевороту в Державі Хорезм і вбивства Асфандияр-хана — його рідного брата і попередника. Саїд Абдулла-хан правив з березня 1918 року по 2 лютого 1920 року, і був маріонетковим монархом, у якого не було реальної влади. Фактичним правителем Держави Хорезм в цей період був військовий візир держави — туркмен з племен явмудів Джунаїд-хан, який встановив у державі військову диктатуру.

## Біографія
5 квітня 1917 року Асфандияр-хан оприлюднив маніфест, в якому обіцяв створити представницький орган — мажлис. Проте надалі ситуація загострилася й гору взяли реакційні сили. В результаті уряд младохивинців повалили, а реформи, проголошені в маніфесті, скасували. В цей час у Хіву повернувся ватажок туркменського племені Джунаїд-хан, призначений командувачем збройних сил ханства, а незабаром він зосередив усю владу в своїх руках.
У 1918 році Асфандияр-хан був убитий в ході державного перевороту людьми Джунаїд-хана в палаці Нуриллабоя, і на престол був зведений його брат Саїд Абдулла-хан (номінально царював в 1918-1920 роках). Реальну ж владу отримав Джунаїд-хан.
Восени 1919 року лідери більшовиків прийняли рішення про вторгнення і повалення влади хівинського хана. В Хорезм спрямували добре озброєні війська Червоної армії. До початку лютого 1920 року армія Джунаїд-хана була повністю розгромлена.
У 1920 році Саїд Абдулла-хан був заарештований ЧК. 2 лютого 1920 р. відрікся від престолу і був засланий на довічне поселення в Кривий Ріг, жив у селищі Гвардія шахтоуправління «Гвардія», де й помер. Ймовірно похований на кладовищі «Гвардійське» у Кривому Розі.
У 1932 році в Українській РСР розпочався масовий голод, відомий як Голодомор). У 1933 році Саїд Абдулла-хан захворів на дизентерію й потрапив до лікарні при руднику, де через місяць помер від тривалої хвороби й недоїдання. Був похований на рудниковому кладовищі.

## Нащадки
Український письменник Григорій Джамалович Гусейнов на початку 1980-х років познайомився з нащадками Саїд Абдулли-хана, і провів дослідження про нащадків хана в Україні. Він зокрема опитував племінника Саїд Абдулла-хана — Абдурасула Мухаммед*яровича Мадиярова, який жив у Кривому Розі, який докладно розповів історію і життя нащадків хана в Україні. Результати своїх досліджень Григорій Гусейнов виклав у нарисі «Як хан на шахті працював».
Після зречення від престолу 2 лютого 1920 року, Саїд Абдулла-хан і його сім'я були заарештовані більшовиками. Процес над ханом і його сім'єю розпочався 12 червня 1920 року. Згідно з вироком, Саїд Абдулла-хан і 9 (за іншими даними 7) його найближчих родичів чоловічої статі виселяються за межі Хорезмської Народної Радянської Республіки строком від 3 до 5 років. Решта членів великої ханської родини, не впливові чоловіки, жінки, старики та діти були від них розлучені і залишені в самій республіці. Крім цього, конфісковано все майно, гроші, коштовності, будинки, землі та маєтки великої ханської сім'ї.
На висилання були засуджені згадані вище 9 осіб, включаючи самого хана. Це були сам Саїд Абдулла-хан, три його сини — Саїд Абдулла, Рахматулла і Юсуф Якуб, його рідний брат — Мухаммад*яр, а також племінники — Абдурасул, Мад*яр, Насир і Ібадулла. Спочатку їх перевезли з Хіви в Ташкент, де їх протримали два дні, і звідти під охороною відправили на поїзді в Самару, де вони пробули три тижні. З Самари всі вони були переправлені на поїзді до Москви. Два тижні їх тримали в Ординському таборі, 10 місяців в Андрайковському таборі, і два місяці в Іванівському таборі. 12 лютого 1922 року всі вони, включаючи самого Саїд Абдулла-хана несподівано були звільнені, і їм призначено знайти собі роботу. Спочатку їх відправили в Катеринослав (нині Дніпро), але там їм не знайшлося роботи, і вони переїхали в сусіднє Верхівцеве, де вони почали працювати в місцевому радгоспі. У липні 1924 року всі — за винятком Абдурасула Мухамад*яровича, який вступив в місцеву школу міліції, прибули в Кривий Ріг на рудник «Дубова Балка» (згодом рудник «Більшовик»). Троє з них почали працювати на руднику сторожами і конюхами. В той час у центральній Україні було тотальне безробіття, і інші не могли знайти роботу. По-перше, вони не знали ні російської, ні української мови, по-друге, не мали ремесел і навичок, властивих жителям цього регіону. З Хорезму приходили погані новини, про те що колишня ханська сім'я, насильно розділена і залишилася в Хіві, живе за межею бідності, голодує, і живе буквально на милостині та допомогу сусідів, і жебракувати почали навіть маленькі діти.
Дізнавшись про це, у липні 1925 року вони звернулися до криворізького відділу ГПУ (політична спецслужба того часу), Раду народних комісарів УРСР і Всеукраїнський центральний виконавчий комітет із заявою на дозвіл повернутися додому, в Хорезм. На початку серпня Секретаріат управління справами РНК звернувся в Наркомат внутрішніх справ УРСР з пропозицією ознайомитися з копією прохання вигнанців і надіслати свої пропозиції. У супровідному листі, начальник адміністративного відділу НКВС написав, що «якщо не буде перешкод, то прийняти всі заходи по справі задоволення їх прохання». Українське ГПУ вирішило перестрахуватися і направив матеріали до ОГПУ при РНК СРСР. ОДПУ при РНК СРСР 19 листопада 1925 року направило ДПУ УСРР відповідь, де говорилося про те, що їх повернення на батьківщину є небажаним через «можливості будь-якого впливу на маси».
У 1926 році до вигнанців приєднався Абдурасул, який звільнився з міліції. Він приїхав до Кривого Рогу зі своєю дружиною на ім'я Олімпіада, і все велике сімейство жило в одному з рудничних бараків. Згодом одружився з місцевою мешканкою на ім'я Влада Житковська — Саїд Абдулла — один з синів Саїд Абдулла-хана.
Сам Саїд Абдулла-хан не завів сім'ю в Кривому Розі, і продовжував працювати сторожем на руднику «Більшовик». На місці роботи у нього було прізвисько «Хан», і більшість не здогадувалося або не вірило, що «Хан» — останній хан Держави Хорезм з династії Кунгратів. В 1932 році в Українській РСР розпочався масовий голод, відомий як Голодомор). У 1933 році Саїд Абдулла-хан захворів і потрапив до лікарні при руднику, де у нього виявили дизентерію, і через місяць він помер від тривалої хвороби і недоїдання. Був похований на рудниковому кладовищі.
Старший брат Саїд Абдулла-хана — Мухаммад*яр під час прибуття у вигнання був літнім, і йому було близько 70 років. Не міг працювати, і після початку масового голоду був змушений жебракувати. Молодший брат Саїд Абдулла-хана — Ібадулла, який також був вигнаний з Хорезму, був глухим з дитинства, і практично не працював протягом всього свого життя. В основному жебракував на місцевому ринку поряд з копальневим магазином. До літа 1934 року Ібадулла був сильно виснажений з-за голоду, і випадково був задавлений вантажівкою і помер внаслідок цього нещасного випадку.
У 1933 році, вигнанцям дозволили повернутися в Середню Азію або селитися в інших частинах СРСР без обмежень, і сини Саїд Абдулла-хана — Рахматулла і Юсуф Якуб переїхали в Ташкент, де проживала частина їх родичів. Після приїзду в Ташкент, вони відправили лист в Кривий Ріг, і повідомили про своє місцезнаходження. Мухаммад'яр — старший брат Саїд Абдулла-хана вирішив повернутися в Хіву, і добрався до Ташкента, де був змушений жебракувати, і помер в Ташкенті в 1936 році, так і не діставшись до рідної Хіви.
Син хана — Саїд Абдулла зі своєю дружиною переїхав до Ташкенту, де працював перекладачем. Пізніше він переїхав в місто Ош, і працював в геологорозвідці. Через кілька років почав пити, і в 1941 році збив людину і був засуджений на п'ять років таборів. Його дружина повернулася до Кривого Рогу в 1944 році. Саїд Абдулла помер на початку 1960-х років. У радянський час усім вигнанцям заборонили в'їжджати в Хіву, тоді як для в'їзду в інші частини СРСР не було жодних обмежень.
Після 1934 року, у Кривому Розі залишилися тільки брати Насир і Абдурасул. Насир працював сторожем, хоча був найосвіченішим серед вигнаних, писав вірші й малював. Був одружений кілька разів, і його дружини розлучалися через бідність. Останні роки свого життя провів на самоті і помер в 1944 році. Абдурасул зміг побудувати собі невеликий будинок, одружився, і всю свою решту життя провів у рудниковому селищі. В період окупації України Третім рейхом був на примусових роботах у Німеччині. Після повернення з Німеччини продовжував працювати на руднику конюхом. У нього народилися три дочки, а пізніше народилися внуки і правнуки. Помер в 1990-і роки, і незадовго перед смертю, в 1990 році, через 71 рік побував у Хіві і відвідав могилу свого діда — Мухаммад Рахім-хана II. В Україні й досі живуть нащадки Абдурасула, який був племінником Саїд Абдулла-хана і онуком Мухаммад Рахім-хана II.
У лютому 2019 року стало відомо, що готується до видання книга Григорія Гусейнова — «Вітер зі сходу» (укр. Вітер зі сходу), повністю присвячена історії життя цих вигнанців. Книга написана на основі багатогодинних розповідей самого Абдурасула Григорію Гусейнову, а також на основі архівних даних і документів та вражень Абдурасула після повернення з Хіви в 1990 році. Також у книзі представлені численні фотографії, документи і рукописи, надані Григорію Гусейнову нащадками Абдурасула